# La Tigra (obra de teatro)
La Tigra es una obra teatral escrita por el dramaturgo uruguayo Florencio Sánchez, estrenada el 2 de enero de 1907.
Es un sainete dividido en tres cuadros con seis escenas en total.
Plantea la historia de una mujer apodada "La Tigra" conocida en los cafetines de la zona portuaria debido a su carácter fuerte.
La obra da visibilidad a una problemática que sufrían muchas mujeres en esa época. Es una denuncia social, a la problemática de determinada clase social: "pobres", que para poder seguir adelante o vivir,  debían hacer ese tipo trabajo. Esta es una situación que se mantiene hasta hoy en día, de ahí el valor de la obra. 
Basándose en esta obra se creó una película estrenada en el año 1954: La Tigra
La película introduce referencias poco solapadas a la homosexualidad y el consumo de drogas. Todos estos elementos le valieron a Torre Nilsson el primer embiste de la censura, cuestión con la que debería lidiar en repetidas ocasiones a lo largo de su filmografía. El argumento del romance imposible entre una mujer del ambiente prostibulario y un joven proveniente de un entorno conservador o adinerado ya había sido tratado en películas nacionales pero La Tigra fue marginada al punto de no tener un estreno oficial -más allá de alguna proyección en el interior del país- hasta el 10 de septiembre de 1964, en una versión que sufrió cortes.

## Personajes
| - La Tigra - Luis - Olivera - Haydee - Los marinos | - Los gallegos - Los españoles - Hesperidina - Un lunfardo |

## Argumento
Primer cuadro
En la primera escena se presenta a los personajes: La Tigra (personaje principal), Luis, Olivera, los marineros, los gallegos, los españoles y Haydee.
La escena se desarrolla en un cafetín, en este hay gente cantando y muchos de los personajes se encuentran ebrios. La Tigra está conversando con Luis. En esta conversación se menciona por qué La Tigra está realizando ese trabajo.
En la segunda escena aparece Olivera personaje que está interesado en La Tigra. Él se sienta en una mesa y pide ser atendido por ella. Sin muchas ganas ella lo atiende, le pide algo para beber y ella se lo trae. Olivera le dice que se siente con él, a lo cual se niega, seguidamente surge un desacuerdo entre Luis y Olivera.Finalmente echan a Olivera del lugar. 
Luis está enamorado de La Tigra, él es menor de edad pero eso no le impide demostrarle su amor, le regala flores y los gallegos se burlan de Luis por esto, mientras La Tigra está cantando. Se desarrolla una discusión y en ella todos los del cafetín alientan la pelea. El dueño los echa. Finaliza la escena cuando todos salen del lugar y Luis sale junto con La Tigra. 
Segundo cuadro
Se desarrolla en la calle frente a la fachada del cafetín. En la primera escena hay un desfile frente al cafetín. Allí muestran a la gente que transitaba en el lugar: mesera, borrachos, gente que venía del puerto y vigilantes.
Escena dos: al terminar el desfile Luis y La Tigra salen del cafetín. En una esquina se encuentra Olivera y al verlos salir juntos va tras ellos. Intenta agredir a La Tigra porque ella no se quiere ir con él, Luis sale en su defensa. Olivera intenta golpear a Luis y aparece el vigilante quien controla el orden. Luis y La Tigra se van, Olivera es obligado a retirarse al lado contrario en el que se iban Luis y La Tigra.
Tercer cuadro
Se desarrolla en la casa de La Tigra, quien llega acompañada por Luis. Él ve en una pared el retrato de una niña, pregunta: quién es, La Tigra responde que es su hija. Por esto comienza a contarle a Luis sobre su hija, sobre dónde está la niña, por qué y la razón por la que está trabajando en ese medio.
Luis le expresa todo su amor y le propone escaparse juntos ya que cuando cumpla la mayoría de edad tendrá sus bienes e intenta de esa manera protegerla del que dirán. A esta propuesta La Tigra responde que no, ya que sabe que lo que vive es la realidad y no lo puede cambiar, y también porque no quiere aprovecharse de Luis. Luis respeta su decisión y la obra termina cuando Luis besa la mano de La Tigra y se va.